# Ливингстон, Дэвид Морс
Дэвид Морс Ливингстон (David Morse Livingston; 29 марта 1941 — 17 октября 2021) — американский онколог, специалист по молекулярному патогенезу рака молочной железы и яичников. Профессор Гарвардской медицинской школы и заместитель директора её Dana–Farber Cancer Institute, член Национальных Академии наук (1995) и Медицинской академии (1990) США.

## Биография
Окончил Гарвард-колледж (бакалавр cum laude, 1961). В 1965 году получил степень доктора медицины magna cum laude в школе медицины Университета Тафтса. С 1973 года в штате Гарвардского университета.
С 1995 по 1999 год председатель коллегии научных советников Национального института рака.
Член EMBO (ассоциированный, 2000), Американской академии искусств и наук (2001) и Академии Американской ассоциации исследований рака (2014).
Умер Д. М. Ливингстон 17 октября 2021 года.

## Награды
- Richard P. and Claire W. Morse Scientific Award, Dana–Farber Cancer Institute[англ.] (1991)
- Baxter Award for Distinguished Research in the Biomedical Sciences (1997)
- Brinker International Award for Breast Cancer Research, Susan G. Komen for the Cure[англ.] (1997)
- Lila Gruber Award for Cancer Research, American Academy of Dermatology[англ.] (2001)
- Theodor Boveri Award, Deutsche Krebsgesellschaft[нем.] e. V. (2005)
- AACR[англ.]-G.H.A Clowes Memorial Award (2005)
- Anthony Dipple Carcinogenesis Award, European Association for Cancer Research (2009)
- Alexander Bodini Foundation Prize, American-Italian Cancer Research Fund (2011)
- Robert J. and Claire Pasarow Foundation Medical Research Award[англ.] по онкологии (2012)
- Basser Global Prize (2015)
- Pezcoller Foundation-AACR International Award for Cancer Research (2017)